# Max Heinze
Franz Friedrich Maximilian (Max) Heinze, född den 13 december 1835 i Priessnitz vid Naumburg an der Saale, död den 17 september 1909 i Leipzig, var en tysk filosof. Han var bror till Carl Friedrich Rudolf Heinze samt far till Rudolf och Richard Heinze.
Heinze blev 1874 professor i filosofi vid universitetet i Leipzig. Han fortsatte utgivandet av Friedrich Ueberwegs Grundriss der Geschichte der Philosophie, som särskilt genom de av Heinze till samtiden fullföljda, rikhaltiga bibliografiska upplysningarna blev en för fackmännen oumbärlig uppslagsbok. 
Utom många uppsatser i filosofiska tidskrifter författade Heinze bland annat Lehre von Logos (1872) och Eudämonismus in der griechischen Philosophie (1883) samt utgav tillsammans med Richard Avenarius, Carl Göring och Wilhelm Wundt sedan 1877 Vierteljahrsschrift für wissenschaftliche Philosophie.